# Rio Pomba (município)
Rio Pomba é um município brasileiro do estado de Minas Gerais.
Sua população recenseada em 2022 era de 17 443 habitantes e sua área é de 252,4 km². Está localizado na Zona da Mata Mineira, microrregião de Ubá. Possui um Instituto Federal de Educação, Ciência e Tecnologia (IFET) e um centro de exposições com diversas atividades e shows periódicos.

## História
A história de Rio Pomba está ligada a alguns fatos, personalidades e instituições que marcaram a vida de Minas colonial. A Igreja Católica, como instituição e religião oficial do Estado português, chegou ao Brasil em 1500. A história da cidade é feita de autoridade, dominação e, em alguns momentos, graças a pessoas especiais, também de piedade e coragem. É o caso do Padre Manuel de Jesus Maria, cuja história pessoal é indivisível à fundação de Rio Pomba.
A região do vale do rio Pomba nos anos setecentos era habitada pelos índios Coroados e Coropós. Estes, na medida em que entram em contato com o colonizador - inicialmente os moradores de Guarapiranga (Piranga), frente à opressão e ao domínio, entraram em choques violentos. O governador Luís Diogo Lobo da Silva, em 1776, buscou junto ao bispado de Mariana uma solução religiosa para o conflito. O Padre Manuel de Jesus Maria ofereceu-se para uma missão "civilizatória". Entre a sua partida para a fundação de Mártir São Manuel dos Sertões do Rio do Pomba e Peixe dos Índios Croata e Coropós, em 1767, e sua morte, em 1811, no arraial do Pomba, onde viviam cerca de três mil pessoas entre índios e homens brancos, construiu uma história de coragem pessoal no exercício de sua catequese. A missão do Padre Manuel junto aos índios foi cumprida, ou seja, civilizá-los, reunindo-os numa área da região para educá-los na religião católica, mas nunca com o uso da violência. Desconsiderava-se, como se percebe, a violência que tais determinações representariam contra os costumes e a cultura dos índios. Porém, tudo dentro do espírito cruzadista e a expansão da fé cristã trazidos de Portugal desde a chegada em 1500.
Em 13 de outubro de 1831, resolução imperial elevou a povoação de São Manuel do Pomba a vila, que passou a compreender as freguesias de inúmeras outras localidades como Mercês, São João Nepomuceno do Rio Novo, Santa Rita da Meia Pataca, Bonfim, dentre outras. O nome atual foi adotado em 1948.